# Пясък
Пясъкът е неспоена седиментна скала, получена в резултат на естествения процес на разрушаване на скалите (изветряне) и последващото преотлагане на разрушения материал. Цветът на пясъка варира според състава, като най-разпространеният е жълт, но се среща бял когато кварцът преобладава (White Sands, Ню Мексико, САЩ) и черен, когато е обогатен с магнетит (като този в Бургас). Пясъкът може да се пренася чрез въздуха и чрез водата. Вятърът е причината за формирането на дюните, а също така за пясъчните бури.

## Състав
Най-често континенталният пясък и нетропическият крайбрежен пясък се състоят от силициев диоксид, често под формата на кварц, но към него може да има различни примеси, в зависимост от скалните породи в региона, от който се добива.
Съгласно БДС EN 12620/НА:2008 едрината на зърната пясъка, който може да се използва за обикновен бетон, е по-малка от 4 mm, а според БДС EN 12620 (където става дума за дребен добавъчен материал) – между 0,063 и 4 mm. Зърната с размери под споменатите по-горе се състоят от прах (частици между 0,005 и 0,063 mm) и глина (под 0,005 mm). В случаите, когато заедно се намират частици с различни размери, пясъкът се нарича несортиран. Когато частиците са с почти еднакви размери, тогава пясъкът е сортиран (често той се „самосортира“ след дълъг транспорт). Когато пясъкът е получен чрез изкуствено натрошаване на по-едри скални късове, той се нарича трошен пясък. Естественият пясък се добива от природни находища, намиращи се обикновено в близост до водни басейни. Той се характеризира с обла форма на частиците, за разлика от трошените пясъци, при които частиците са ъгловати, с неправилна геометрична форма.
Според едрината си пясъкът се дели на ситен, среден и едър. За производството на бетон се използват среден и едър пясък. Употребата на ситен или трошен пясък е допустима само след технико-икономическа обосновка, тъй като е свързана с влагането на по-голямо количество цимент в бетона.
Нормално пясъците съдържат в състава си примеси – прах и глина, слюда, сяра, органични вещества и др., чието съдържание се ограничава до определени, приемливи за употребата му граници.

## Приложения
Пясъкът е основен компонент при производството на бетон, строителни разтвори (мазилки) и стъкло. Други приложения на пясъка са като абразив при пясъкоструйна обработка, като филтър за вода и за формоване на отливки в леярството. Ежегодното потребление на пясък и баластра в целия свят превишава 40 млрд. тона. Най-много пясък употребяват следните страни: Китай, САЩ, Тайван, Хонконг, Сингапур, Германия.

## Галерия
- Черен вулканичен пясък от остров Санторини, Гърция
- Белите пясъци, Ню Мексико
- Обикновен плажен пясък